# Limeolja
Limeolja, eller limettolja, är två eterisk oljor, som har ganska olika egenskaper. Italiensk limettolja utvinns genom pressning av skalen av frukterna från Citrus limetta. Västindisk limettolja fås av Citrus medica eller Citrus acida, som odlas i bland annat Mexiko, Jamaica och Trinidad.

## Egenskaper
Den italienska varianten har en brungul färg och doft som påminner om bergamottolja. Den bildar vid förvaring så småningom en stor mängd gul bottensats.
Den västindiska varianten har guldgul färg och doftar som citronolja men kraftigare.
Oljan är olöslig i vatten, men löslig i 95-procentig alkohol eller vegetabiliska oljor. Dess kemiska sammansättning kan variera beroende på råmaterial, men monoterpenen limonen eller aldehyden citral brukar dominera. Oljan innehåller också kumariner och alkoholen terpineol.

## Användning
Limeolja används som doftämne i rengöringsmedel, krämer eller parfymer. Den kan också användas som rumsparfym med viss antiseptisk effekt och förekommer i produkter inom hudvårdsområdet.